# Números amigos

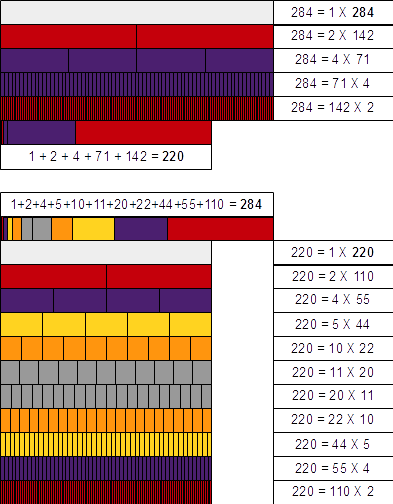
Demostración con regletas de que (220 y 284) son números amigos

Se denominan números amigos a dos números naturales diferentes relacionados de tal manera que la suma de los divisores propios de cada uno es igual al otro número. Es decir, σ(a)=b y σ(b)=a, donde σ(n) es igual a la suma de los divisores propios de n (véase también la función divisor).
El par más pequeño de números amigos es (220, 284), y son amigos porque los divisores propios de 220 son 1, 2, 4, 5, 10, 11, 20, 22, 44, 55 y 110, de los cuales la suma es 284; y los divisores propios de 284 son 1, 2, 4, 71 y 142, de los cuales la suma es 220 (un divisor propio de un número es un factor positivo de ese número que no sea el propio número. Por ejemplo, los divisores propios de 6 son 1, 2 y 3, pero no 6).
Los primeros diez pares de números amigos son: (220, 284), (1184, 1210), (2620, 2924), (5020, 5564), (6232, 6368), (10744, 10856), (12285, 14595), (17296, 18416), (63020, 76084) y (66928, 66992). (sucesión A259180 en OEIS) (véase también (sucesión A002025 en OEIS) y (sucesión A002046 en OEIS)) Se desconoce si hay infinitos pares de números amigos.
Un par de números amigos constituye una sucesión alícuota de período 2. Un concepto relacionado es el de número perfecto, que es un número que es igual a la suma de "sus" divisores propios, en otras palabras, un número que forma una secuencia alícuota de período 1. Los números que son miembros de una secuencia alícuota con un período mayor que 2 se conocen como números sociables.

## Historia
Los números amigos eran conocidos por los pitagóricos, quienes les atribuían muchas propiedades místicas. El matemático iraquí Thábit ibn Qurra (826–901) inventó una fórmula general mediante la cual se podían hallar algunos de estos números alrededor del año 850. Otros matemáticos árabes que estudiaron los números amigos fueron al-Majriti (fallecido en 1007), al-Baghdadi (980–1037) y al-Fārisī (1260–1320). El matemático iraní Muhammad Baqir Yazdi (siglo XVI) descubrió el par (9363584, 9437056), aunque este logro a menudo se ha atribuido a Descartes. Gran parte del trabajo de la matemática islámica en esta área ha sido olvidado.
La fórmula de Thābit ibn Qurra fue redescubierta por Fermat (1601–1665) y Descartes (1596–1650), a quienes a veces se les atribuye, y extendida por Euler (1707–1783). Fue ampliada aún más por Borho en 1972. Fermat y Descartes también redescubrieron pares de números amigos conocidos por los matemáticos árabes. Euler también descubrió docenas de nuevos pares. El segundo par más pequeño, (1184, 1210), fue descubierto en 1867 por B. Nicolò I. Paganini (que no debe confundirse con el compositor y violinista), de 16 años, después de haber sido pasado por alto por matemáticos anteriores.
| #  | m      | n      |
| -- | ------ | ------ |
| 1  | 220    | 284    |
| 2  | 1184   | 1210   |
| 3  | 2620   | 2924   |
| 4  | 5020   | 5564   |
| 5  | 6232   | 6368   |
| 6  | 10 744 | 10 856 |
| 7  | 12 285 | 14 595 |
| 8  | 17 296 | 18 416 |
| 9  | 63 020 | 76 084 |
| 10 | 66 928 | 66 992 |

Hacia 1946 había 390 pares conocidos, pero la llegada de las computadoras ha permitido el descubrimiento de muchos miles desde entonces. Se han realizado búsquedas exhaustivas para encontrar todos los pares por debajo de un límite dado, extendiéndose este límite desde 108 en 1970, hasta 1010 en 1986, 1011 en 1993, 1017 en 2015 y hasta 1018 en 2016.
A 2022 de 10, hay más de 1.227.366.104 parejas de números amigos conocidas.

## Reglas para la generación
Si bien estas reglas generan algunos pares de números amigos, se conocen muchos otros pares, por lo que estas reglas no son exhaustivas.
En particular, las dos reglas que figuran a continuación producen solo pares amigos pares, por lo que no son de interés para el problema abierto de encontrar pares amigos coprimos a 210 = 2·3·5·7, mientras que se conocen más de 1000 pares coprimos a 30 = 2·3·5 [García, Pedersen & te Riele (2003), Sándor & Crstici (2004)].

### Teorema de Thābit ibn Qurra
El teorema de Thābit ibn Qurra es un método para descubrir números amigos inventado en el siglo IX por el matemático árabe Thábit ibn Qurra.
Afirma que si
p = 3×2n − 1 − 1,
q = 3×2n − 1,
r = 9×22n − 1 − 1,
donde n > 1 es un número entero y p, q y r son números primos, entonces 2n×p×q y 2n×r son un par de números amigos. Esta fórmula da los pares (220, 284) para n = 2, (17296, 18416) para n = 4 y (9363584, 9437056) para n = 7, pero no se conocen otros pares. Los números de la forma 3×2n − 1 se conocen como números de Thabit. Para que la fórmula de Ibn Qurra produzca un par amigo, dos números de Thabit consecutivos deben ser primos; esto restringe severamente los posibles valores de n.
Para establecer el teorema, Thâbit ibn Qurra demostró nueve lemas divididos en dos grupos. Los tres primeros lemas tratan de la determinación de las partes alícuotas de un número natural. El segundo grupo de lemas trata más específicamente de la formación de números perfectos, abundantes y deficientes.

### Regla de Euler
La regla de Euler es una generalización del teorema de Thâbit ibn Qurra. Afirma que si
p = (2n − m + 1)×2m − 1,
q = (2n − m + 1)×2n − 1,
r = (2n − m + 1)2×2m + n − 1,
donde n > m > 0 son números enteros y p, q y r son números primos, entonces 2n×p×q y 2n×r son un par de números amigos. El teorema de Thābit ibn Qurra corresponde al caso m = n − 1. La regla de Euler crea pares amigos adicionales para (m,n) = (1,8), (29,40) sin que se conozcan otros. Euler (1747 y 1750) en general encontró 58 pares nuevos, lo que aumentó el número de pares conocidos a 61.

## Pares regulares
Sea (m, n) un par de números amigos con m < n. Denótese ahora m = gM y n = gN donde g es el máximo común divisor de m y n. Si M y N son ambos números coprimos a g y libres de cuadrados entonces se dice que el par (m, n) es regular (sucesión A215491 en OEIS); en caso contrario, se denomina irregular o exótico. Si (m, n) es regular y M y N tienen i y j factores primos respectivamente, entonces se dice que (m, n) es de tipo (i, j).
Por ejemplo, con (m, n) = (220, 284), el máximo común divisor es 4 y, por lo tanto, M = 55 y N = 71. Por lo tanto, (220, 284) es regular de tipo (2, 1).

## Parejas de amigos gemelas
Una pareja de amigos (m, n) es gemela de otra si no hay números enteros entre m y n pertenecientes a otra pareja amiga (sucesión A273259 en OEIS).

## Otros resultados
En todos los casos conocidos, los números de un par son ambos pares o ambos impares. No se sabe si existen parejas de números amigos formadas por un par y por un impar, pero si existe, el número par debe ser un número cuadrado o dos veces uno, y el número impar debe ser un número cuadrado. Sin embargo, existen números amigos en los que los dos miembros tienen diferentes factores primos más pequeños: se conocen siete pares de este tipo. Además, cada par conocido comparte al menos un factor primo común. No se sabe si existe un par de números amigos que sean números coprimos, aunque si los hay, el producto de los dos debe ser mayor que 1067. Además, un par de números amigos coprimos no puede generarse mediante la fórmula de Thabit (arriba), ni mediante ninguna fórmula similar.
En 1955, Paul Erdős demostró que la densidad de números amigos, en relación con los números enteros positivos, era 0.
En 1968, Martin Gardner observó que la mayoría de las parejas de amigos conocidas en su época tienen sumas divisibles por 9, y se obtuvo una regla para caracterizar las excepciones (sucesión A291550 en OEIS).
De acuerdo con la conjetura de la suma de pares de amigos, a medida que el número de los números amigos se acerca al infinito, el porcentaje de las sumas de los pares amigos divisible por diez se acerca al 100 % (sucesión A291422 en OEIS).
Existen pares de amigos gaussianos.